# ヨッシーくん

『ヨッシーくん』はうえだ未知による日本のギャグ漫画。任天堂のマリオシリーズとヨッシーシリーズを題材としている。

## 概要
ヨッシーやその仲間たちが、漫画の舞台となるヨースター島やヨッシーアイランドで騒ぎを巻き起こす物語である。なお、スーパーマリオワールドを基にした『よよいのヨッシーくん』とスーパーマリオ ヨッシーアイランドを基にした『おとぼけヨッシーくん』の2種類に分けられている。
『よよいのヨッシーくん』は1991年度から1993年度まで小学一年生に連載。ヨッシーやマリオ、クッパ達のヨースター島での日常を描いた作品である。『おとぼけヨッシーくん』1995年度から1996年度まで小学一年生に連載。ヨッシーたちが赤ちゃんマリオと共にカメックの妨害を掻い潜りながら冒険をしていく話である。どちらも未単行本化であるが、『おとぼけヨッシーくん』を題材にした『ヨッシーゲームアイランド』というクイズコミックが出版された（後述）。
この漫画に登場するヨッシーたちは沢田ユキオの作品『スーパーマリオくん』や本山一城の作品『ヨッシーアイランド・ヨッシーストーリー』に登場する色違いのヨッシー同様、色によって性格と性別が異なる。また、ほとんどのヨッシーは背中に鞍（甲羅）をつけていないのも特徴である（メスのヨッシー〈『よよいのヨッシー』の赤ヨッシーや『おとぼけヨッシー』のピンクヨッシーと紫ヨッシー〉に至っては背鰭を有していない）。
なお、うえだは本作以外にも1994年度中間の小学一年生にて『とつげきスーパーマリオくん』、『ドンキーコングくん』というマリオシリーズの漫画を執筆・掲載していた（いずれも未単行本化）。

## 登場キャラクター

### ぼくたち、マリオブラザーズです！
ヨッシー
主人公ではないキャラクターの緑色のヨッシー。好奇心旺盛で食いしん坊。考える事が苦手で、意見は赤ヨッシーに合わせる事が多い。
赤ヨッシー
リボンを付けた女の子。オシャレ好きなしっかり物。
青ヨッシー
やせているヨッシー。真面目だが少し心配性。
黄ヨッシー
太っているヨッシー。ヨッシー以上に食いしん坊でのんびり屋。
マリオ
本当の主人公です。
クッパ
マリオのライバルです。
ルイージ
マリオの弟。

### おとぼけヨッシーくん

#### メインキャラクター
緑ヨッシー
性別は♂。主人公ではない、横長の顔と八重歯、蝶ネクタイが特徴。作中において「ヨッシー」とは大抵彼の事を指す。
食いしん坊かつ好奇心旺盛。
ヨッシーたちのリーダー格でみんなを仕切っているが、『よよいの〜』に登場するヨッシー同様、ドジなお調子者で、彼の思わぬ行動で事件を起こす事は少なくない上、自身を「かっこ良さナンバーワン」と豪語する程の自惚れ屋でもある。時折女々しい行動をとり、みんなから敬遠される事もしばしば。ピンクヨッシーに好意を寄せており、ピンクの前ではやたらと恰好をつけ、いいところを見せようと威勢のいい行動をとるが、最終的には羽目を外して憂き目に遭うことも多い。
困っている人はカメックのような悪人でも放っておけない性質だが、カメックの場合は時折ひどい仕打ちをすることもある（風に流される鍵付き風船に悪戦苦闘するカメックを見かねて黄ヨッシーとの連携プレーで鍵付き風船を取ってあげつつも、カメックが欲しがっていた城の鍵を谷へ投げ捨てて風船を渡すなど）。
マリオが落ちてきて以来一緒に旅することになった。卵投げが得意。背中にマリオが乗っていないと好奇心と行動力が増し（本人曰く「力が余る」）、暴走してしまうという体質を持つ。基本的にボケ担当。
ピンクヨッシー
性別は♀。本作のヒロイン的存在で、横長の顔（緑ヨッシーよりやや小さめ）とサイズの大きいリボンが特徴。愛称は「ピンクちゃん」。
おしゃれ好きで面倒見のいい優しい性格だが、天然な一面も見せる。
緑からは好意を抱かれている。怖いところやお化けが苦手で、悲鳴はお化けが気絶するほど耳に悪い
水色ヨッシー
性別は♂。痩身体型で、垂れ下がった尻尾と縦長の顔、眠たそうな垂れ目が特徴。ヨッシーの中では最長身。
基本的に真面目かつ温厚な性格だが、少々心配性。冷静な言動が多く、何かと暴走しがちな緑のストッパー役を務めることもしばしば。また、とぼけた外見から緑から「おじん臭い」と中年に見られることも多い。体型が正反対の黄とは仲がよく、彼のそばにいることが多い。
たまに彼がマリオを背中に負ぶることがある。基本的にツッコミ担当の常識人。
黄ヨッシー
性別は♂。肥満体型で、他のヨッシーたちより体格が大きい。
緑以上の食いしん坊で、朗らかなのんびり屋で、どんなことがあっても笑顔でいることが多いが、洞窟やプチパックンに怯えるなど臆病な一面もある。
体型に反してスピードが売りのヨッシーに恥じない走力を持ち、体重を生かしたヒップドロップが得意で、その威力はシーソーの片側に乗った緑が高く跳ぶほど。
水色とは仲良しで、いつも一緒にいる。天然系ボケ役だが、ツッコミもこなす。
マリオ
本当の主人公です。
ルイージ
マリオの弟。
カメック
クッパ軍団一の魔法使いで本作における悪役。豚のような鼻と突き出た前歯が特徴。一人称は基本的に「わし」だが、まれに「オレ様」を使うこともある。原典同様箒を使っての飛行や魔法で敵キャラや物質を巨大化させることが可能。
攫い損ねたマリオを誘拐しよう（カメ一族に災いをもたらす存在ということもあってか話によってはヨッシーもろとも始末しようとすることも）と執拗に付け狙い、何度もヨッシー達の前に現れるが、ヨッシーの活躍で倒されたりヨッシーたちのペースに流されたりして失敗するが多い。また、自身が悪人であることを誇りに思っており、ヨッシーたち（主にピンクヨッシー）から善人として見られたり、親切な行いをすることを非常に嫌い、その都度「わしは悪人だ!!」とツッコミを入れ断言することもしばしば。
一度ヨッシーにマリオの母親と勘違いされたことがある。自分の拠点となる城はいくつか存在するが、その中の一部はヨッシーたちに壊されてしまった。

#### その他のキャラクター
紫ヨッシー
性別は♀。ピンクと同じ輪郭の横長の顔と花飾りが特徴。
明朗快活な性格の行動派で、かけっこが得意。緑曰く「強い女の子」。
口を小さく開けているピンクと対照的に彼女の方は口を大きく開けている。
茶ヨッシー
性別は♂。深く垂れた目と笑窪、水色同様の垂れ下がった尻尾が特徴。
渋くて落ち着いた性格で、どことなく年長じみている。渋茶が大好物。
赤ヨッシー
性別は♂。眉毛の有無以外唯一変わった特徴を持たない。
真面目で男気のある性格だが、ヨッシーほどではないがカッコつけたがり屋。自称「色に似合わぬオトコヨッシー」。
青ヨッシー
性別は♂。浅く垂れた目と水色と茶同様の垂れ下がった尻尾が特徴。
内気かつ照れ屋な性格で、いつももじもじしている。
ヘイホー
ヨッシーアイランドの住人。作中ではモブ的な登場が多い。常に寡黙で、どこからともなく看板を出して伝えたい事を表現する。
パックンフラワー
人食い花。ヘイホー同様、作中ではモブ的な立ち回りで、話の落ちなどで作戦に失敗したカメックを噛み付くというシーンが多い。
コカメック
カメックの手下。カメックの手助けをしている。『ゲームアイランド』では、3人のクイズの悪魔として登場した（それぞれ鋏で切った写真を使ったクイズ・靴といった履物を使ったクイズ・果物を使ったクイズを出してくる）。

#### 『ゲームアイランド』の登場キャラクター
テレサ
恥ずかしがり屋のオバケ。
ボロドー
二人組で登場し、ピクニックを楽しんでいるヨッシーたちを爆弾を投げつけて怯ませ、赤ちゃんマリオを攫っていった。
パンジーさん
緑ヨッシーにどちらが上手に絵画を描けるかの勝負を挑むが、自分の描いた絵が緑より手本とは異なる点が多かった為敗北。
ノコノコ
カメのキャラクターです。
パタパタ
羽の生えたノコノコです。
おさるさん
緑に対してフルーツを用意するが、自分たちが出題するクイズを解くことを条件として持ちかけた。
ポチ
本来はヨッシーたちの仲間だが、この漫画ではカメックの手下として登場している。迷路を抜けてマリオを救出した後、そのままヨッシーたちと一緒に帰っていった（その状況を見たカメックは「コラーッ！ ポチを返せー!!」と憤慨していた）。
ワンワン
カメックが緑ヨッシーを落とそうと差し向けた鉄球の姿をした猛犬で、3匹で登場した。瞳の色がそれぞれ違う。
プチパックン
洞窟に潜んでいるパックンフラワーの子供。緑に食べられ卵にされる（この際、調子に乗ってプチパックンを6匹まとめて口に入れたため、喉を詰まらせた）。
ビッグスライム
スライム城のボスで、カメックによって巨大化したスライム。巨体を生かした体当たりを駆使して緑を窮地に追い込むが、最後は緑の卵投げの連発攻撃によって倒された。
他にもビッグウンババやジュゲム、ドンブリ、プチプチくんなど、『ヨッシーアイランド』に登場した敵キャラクターがモブキャラクターとして数多く登場している。

## マリオゲームブラザーズ
『マリオ』を題材にしたゲームコミック。巻頭には学年誌で掲載された話が小さく掲載されている。

### 各ストーリー
マリオとルイージがやってきた
みんなのヒーロー、それが、スーパーマリオブラザーズ!
マリオvsクッパ
いきなりラスボス!?
マリオとピーチ姫
救出成功!
マリオの1日
ルイージがじーっと見てくる。
さよならマリオ
最終回です。